# Dustin Boyd
Dustin James Boyd (Winnipeg, 16 luglio 1986) è un hockeista su ghiaccio canadese naturalizzato kazako.